# سلسلة الفيفا
سلسلة الفيفا، المعروفة في الأصل باسم سلسلة الفيفا العالمية، هي مسابقة كرة قدم ثنائية الدعوة تروج لها الفيفا وتتضمن مباريات ودية دولية بين المنتخبات الوطنية من اتحادات مختلفة، وتقام في شهر مارس من كل عام زوجي. أقيمت النسخة الأولى في مارس 2024.
تجمع المسابقة بين المنتخبات الوطنية للرجال من جميع الاتحادات الستة التابعة للفيفا في سلسلة من البطولات الصغيرة، تتكون كل منها من أربعة فرق وتقام في مكان مركزي خلال نافذة مباريات الفيفا في شهر مارس من كل عام زوجي.   يقدم الاتحاد الدولي لكرة القدم الدعم المالي للفرق الوطنية المشاركة كما أنه مسؤول عن تنظيم البطولات بالتعاون مع الاتحاد المضيف. 